# Phương pháp Monte Carlo

Phương pháp Monte Carlo

Các phương pháp Monte Carlo là một lớp các thuật toán để giải quyết nhiều bài toán trên máy tính theo kiểu không tất định, thường bằng cách sử dụng các số ngẫu nhiên (thường là các số giả ngẫu nhiên), ngược lại với các thuật toán tất định. Một ứng dụng cổ điển của phương pháp này là việc tính tích phân xác định, đặc biệt là các tích phân nhiều chiều với các điều kiện biên phức tạp.
Phương pháp Monte Carlo có một vị trí hết sức quan trọng trong vật lý tính toán và nhiều ngành khác, có ứng dụng bao trùm nhiều lĩnh vực, từ tính toán trong sắc động lực học lượng tử, mô phỏng hệ spin có tương tác mạnh, đến thiết kế vỏ bọc nhiệt hay hình dáng khí động lực học. Các phương pháp này đặc biệt hiệu quả khi giải quyết các phương trình vi-tích phân; ví dụ như trong mô tả trường bức xạ hay trường ánh sáng trong mô phỏng hình ảnh 3 chiều trên máy tính, có ứng dụng trong trò chơi điện tử, kiến trúc, thiết kế, phim tạo từ máy tính, các hiệu ứng đặc biệt trong điện ảnh, hay trong nghiên cứu khí quyển, và các ứng dụng nghiên cứu vật liệu bằng laser...
Trong toán học, thuật toán Monte Carlo là phương pháp tính bằng số hiệu quả cho nhiều bài toán liên quan đến nhiều biến số mà không dễ dàng giải được bằng các phương pháp khác, chẳng hạn bằng tính tích phân. Hiệu quả của phương pháp này, so với các phương pháp khác, tăng lên khi số chiều của bài toán tăng. Monte Carlo cũng được ứng dụng cho nhiều lớp bài toán tối ưu hóa, như trong ngành tài chính.
Nhiều khi, phương pháp Monte Carlo được thực hiện hiệu quả hơn với số giả ngẫu nhiên, thay cho số ngẫu nhiên thực thụ, vốn rất khó tạo ra được bởi máy tính. Các số giả ngẫu nhiên có tính tất định, tạo ra từ chuỗi giả ngẫu nhiên có quy luật, có thể sử dụng để chạy thử, hoặc chạy lại mô phỏng theo cùng điều kiện như trước. Các số giả ngẫu nhiên trong các mô phỏng chỉ cần tỏ ra "đủ mức ngẫu nhiên", nghĩa là chúng theo phân bố đều hay theo một phân bố định trước, khi số lượng của chúng lớn.
Phương pháp Monte Carlo thường thực hiện lặp lại một số lượng rất lớn các bước đơn giản, song song với nhau; một phương pháp phù hợp cho máy tính. Kết quả của phương pháp này càng chính xác (tiệm cận về kết quả đúng) khi số lượng lặp các bước tăng.

### Các phương pháp kiểu Monte Carlo
- Monte Carlo lượng tử
- Phương pháp mô phỏng Monte Carlo
- Phương pháp động học Monte Carlo
- Xích Markov

### Tối ưu hóa
- Ống ngẫu nhiên (Stochastic tunneling)
- Mô phỏng luyện thép (Simulated annealing)
- Thuật toán di truyền
- Xáo trộn song song (Parallel tempering)

### Tích phân
- Tích phân Monte-Carlo
- Lấy mẫu có trọng tâm
- Lấy mẫu phân tầng
- Lấy mẫu phân tầng lặp
- Thuật toán VEGAS
- Bước ngẫu nhiên Monte Carlo
- Thuật toán Metropolis-Hastings
- Lấy mẫu Gibbs

### Ứng dụng
- Monte Carlo cho tài chính
- LURCH
- Monte Carlo cho quan hệ nhiều lớp